# 莱沙特莱
莱沙特莱（法語：Les Châtelets，法語發音：[le ʃatlɛ]）是法国厄尔-卢瓦省的一个市镇，位于该省西北部，属于德勒区。

## 地理
莱沙特莱（48°39'3"N, 1°0'43"E）面积9.92 平方千米，位于法国中央-卢瓦尔河谷大区厄尔-卢瓦省，该省份为法国北部内陆省份，北起顺时针与厄尔省、伊夫林省、埃松省、卢瓦雷省、卢瓦-谢尔省、萨尔特省和奧恩省接壤。
与莱沙特莱接壤的市镇（或旧市镇、城区）包括：布勒佐勒、克吕塞维拉日、拉索塞勒、拉芒斯利耶尔、博什、费桑维利耶-马唐维利耶。

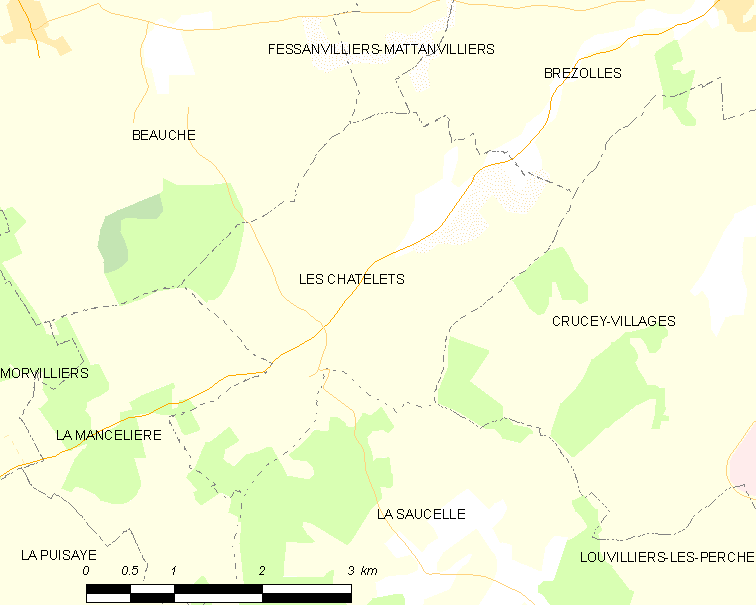
莱沙特莱的OSM定位图

莱沙特莱的时区为UTC+01:00、UTC+02:00（夏令时）。

## 行政
莱沙特莱的邮政编码为28270，INSEE市镇编码为28090。

## 政治
莱沙特莱所属的省级选区为圣吕班德容什雷县。

## 人口

1962-2008年间莱沙特莱人口变化图示

莱沙特莱于2022年1月1日时的人口数量为111人。